# Pavel Kopta
Pavel Kopta (11. září 1930 Praha – 21. srpna 1988 Praha) byl český textař, překladatel a divadelní scenárista, syn českého spisovatele Josefa Kopty, bratr překladatele Petra Kopty, otec Václava Kopty a Jana Kopty.

## Život
Za svůj život napsal či přeložil velké množství písňových textů pro celou řadu známých českých interpretů populární hudby. Velmi známými se staly například jeho šansonové texty psané pro české šansoniérky Ljubu Hermanovou a Hanu Hegerovou.
Kromě toho je také autorem celé řady filmových a divadelních písňových textů. Jeho syn Václav (* 1965) je hudebník a herec.
Zemřel v důsledku srdečního selhání. Příčinou byly pravděpodobně následky léčby endogenních depresí v kombinaci s těžkou fyzickou aktivitou na chalupě v Libochovicích, kterou toho času rekonstruoval.

## Díla
- Piš (Praha: Mladá fronta, 1967)
- Abeceda (Praha: Práce, 1980)

## Diskografie, výběr
- s Hanou Hegerovou
  - LP deska Lásko prokletá (1977) – (H. H. zpívá písně Pavla Kopty)
  - CD deska Můj dík (2005) – (H. H. zpívá písně Pavla Kopty)

## Nejznámější texty
- Saxána (Petra Černocká)
- Já mam ráda políra (Ljuba Hermanová)
- Nevěra (Ljuba Hermanová)
- Pane, vy jste vdova! (Petr Spálený)
- Kalná řeka (známější jako Mississippi, text s Janem Werichem, Rudolf Cortés)
- Milord (známější jako Jen pojďte sem pane, Hana Hegerová)
- Lásko má (Hana Hegerová)
- Srdcový král (Karel Gott)
- Vzpomínka na San Francisco (Waldemar Matuška)
- Mauglí (Barnodaj, Pavel Váně)
- Můj rodnej dům (Peter Lipa)
- Blues pro pana Vaňka (Jan Spálený)
- Blues o klamné naději (Jan Spálený)
- Šel jsem světem (Jiří Zmožek)
- Klíč pro štěstí (Marie Rottrová)
- Lásko prokletá (Hana Hegerová)
- Whiskey, to je moje gusto (Yvetta Simonová)